# Gerlinde Doberschütz
Gerlinde Doberschütz (Meiningen, 26 oktober 1964) is een Duits roeister.
Doberschütz won tijdens de Olympische Zomerspelen 1988 de gouden medaille in de vier-met-stuurvrouw. Doberschütz won op de wereldkampioenschappen drie medailles.

## Resultaten

### Olympische Zomerspelen
| Jaar | Plaats | Resultaten                |
| ---- | ------ | ------------------------- |
| 1988 | Seoel  | in de vier-met-stuurvrouw |

### Wereldkampioenschappen roeien
| Jaar | Plaats     | Resultaten                |
| ---- | ---------- | ------------------------- |
| 1985 | Hazewinkel | in de acht                |
| 1986 | Nottingham | in de acht                |
| 1987 | Kopenhagen | in de vier-met-stuurvrouw |

1976: Karin Metze & Bianka Schwede & Gabriele Lohs & Andrea Kurth & Sabine Heß ·
1980: Ramona Kapheim & Silvia Fröhlich & Angelika Noack & Romy Saalfeld & Kirsten Wenzel·
1984: Florica Lavric & Maria Fricioiu & Chira Apostol & Olga Bularda & Viorica Ioja·
1988: Martina Walther & Gerlinde Doberschütz & Carola Hornig & Birte Siech & Sylvia Rose